# Samea multiplicalis
Samea multiplicalis is een vlinder uit de familie van de grasmotten (Crambidae), uit de onderfamilie van de Spilomelinae. De wetenschappelijke naam van deze soort is voor het eerst voorgesteld als Isopteryx multiplicalis door Achille Guenée in een publicatie uit 1854.

## Verspreiding
De soort komt voor in het oostelijk deel van de Verenigde Staten, Cuba, de Dominicaanse Republiek, Puerto Rico, Honduras, Nicaragua  Costa Rica, Venezuela, Brazilië, Peru, Paraguay. In Australië is deze soort geïntroduceerd als biologisch bestrijdingsmiddel om de waardplanten in toom te houden.

## Waardplanten
- Araceae
  - Lemna-soorten[4]
  - Pistia stratiotes[4]
- Pontederiaceae
  - Eichhornia crassipes[4]
- Salviniaceae
  - Azolla caroliniana[5]
  - Azolla pinnata[4]
  - Salvinia molesta[4]